# Tiago Almeida (calciatore 2001)
Tiago Melo Almeida (Anadia, 28 agosto 2001) è un calciatore portoghese, difensore del Chaves.

## Caratteristiche tecniche
È un terzino destro che predilige la fase offensiva.

## Carriera

### Club
Cresciuto nel settore giovanile dell'Anadia, nel 2019 viene acquistato dal Tondela con cui debutta fra i professionisti il 18 giugno 2020 giocando l'incontro di Primeira Liga perso 2-0 contro lo Sporting Lisbona. Il 13 agosto seguente firma il suo primo contratto professionistico con il club gialloverde, valido fino all 2023.

### Nazionale
Ha giocato nella nazionale portoghese Under-21.

## Statistiche
Statistiche aggiornate al 6 dicembre 2020.

### Presenze e reti nei club
| Stagione        | Squadra         | Campionato      | Campionato | Campionato | Coppe nazionali | Coppe nazionali | Coppe nazionali | Coppe continentali | Coppe continentali | Coppe continentali | Altre coppe | Altre coppe | Altre coppe | Totale | Totale | Totale |
| Stagione        | Squadra         | Comp            | Pres       | Reti       | Comp            | Pres            | Reti            | Comp               | Pres               | Reti               | Comp        | Pres        | Reti        | Pres   | Reti   |        |
| --------------- | --------------- | --------------- | ---------- | ---------- | --------------- | --------------- | --------------- | ------------------ | ------------------ | ------------------ | ----------- | ----------- | ----------- | ------ | ------ | ------ |
| 2019-2020       | Tondela         | PL              | 3          | 0          | CP+CdL          | 0               | 0               |                    | -                  | -                  |             | -           | -           | 3      | 0      |        |
| 2020-2021       | Tondela         | PL              | 4          | 0          | CP              | 0               | 0               |                    | -                  | -                  |             | -           | -           | 4      | 0      |        |
| Totale carriera | Totale carriera | Totale carriera | 7          | 0          |                 | 0               | 0               |                    | -                  | -                  |             | -           | -           | 7      | 0      |        |